# سلمان علي مهدي
سلمان علي مهدي (مواليد 6 نوفمبر 1995) لاعب كرة قدم بحريني يلعب حاليا لصالح نادي الدرجة الأولى البسيتين البحريني في مركز المهاجم من 2013.

## منتخب البحرين
شارك سلمان مع منتخب البحرين الأولمبي.